# Сьоґун (телесеріал, 2024)
«Сьоґун» — американський історично-драматичний мінісеріал, створений Рейчел Кондо та Джастіном Марксом. Заснований на однойменному романі 1975 року Джеймса Клавелла, який раніше був екранізований у мінісеріалі 1980 року. Прем'єра серіалу з першими двома епізодами відбулася 27 лютого 2024 року на Hulu та FX, а нові епізоди 10-серійного серіалу виходять щотижня. У травні 2024 року було офіційно оголошено про розробку другого та третього сезонів, а в середині 2024 року буде зібрано кімнату сценаристів. 

## Передмова
Сьоґун розповідає про «зіткнення двох амбітних чоловіків із різних світів і таємничої жінки-самурая; Джона Блекторна, ризикованого англійського моряка, який зазнав корабельної аварії в Японії, країні, чия незнайома культура зрештою переосмислить його; лорда Торанага, спритного, могутнього даймьо, який ворогує зі своїми небезпечними політичними суперниками; і леді Маріко, жінки з безцінними навичками, але ганебними сімейними зв'язками, яка повинна довести свою цінність і відданість».
«Сьоґун» Клавелла — це вигадана версія реальних подій та історії. Англійська частина діалогу, написана як японською, так і англійською мовами, насправді була португальською. Персонаж Блекторна базується на історичному англійському мореплавці Вільямі Адамсі, який у Японії став самураєм під керівництвом наймогутнішого даймьо, а пізніше засновника та першого сьоґуна сьоґунату Токуґави Японії, Токуґави Ієясу, чиє життя та правління тривало з 1543 по 1616 рік і на якому базується персонаж Сьоґуна Йоші Торанага.

## Акторський склад
У наступних списках імена в дужках представляють історичну особу, на якій базується персонаж.

### Головний
- Хіроюкі Санада — лорд Йоші Торанага (Токуґава Ієясу (1543–1616))
- Космо Джарвіс — штурман Джон Блекторн (Вільям Адамс (1564–1620))
- Анна Савай — Тода Маріко (Хосокава Грасія (1563–1600))
- Таданобу Асано — Кашіґі Ябусіге (Хонда Масанобу (1538–1616))
- Такехіро Хіра — Ісідо Казунарі (Ісіда Міцунарі (1559–1600))
- Томмі Бастоу — отець Мартін Альвіто (Жоао Родрігес Цузу (1561–1634))
- Фумі Нікайдо — Очіба Но Ката (Йодо-доно (1569–1615))

### Епізодичний
- Хірото Канаї в ролі Кашігі Омі (Хонда Масадзумі (1566–1637))
- Моека Хоші — Усамі Фудзі
- Сінносуке Абе — Тода Бунтаро (Хосокава Тадаокі (1563–1646))
- Токума Нішіока як Тода «Залізний кулак» Хіромацу (Хосокава Фудзітака (1534–1610))
- Фумійо Кохіната як Тайко (Тойотомі Хідейосі (1537–1598))
- Ясунарі Такесіма в ролі Мураджі
- Юкі Кура — Йоші Нагакадо (Мацудайра Тадайосі (1580-1607))
- Юка Коурі в ролі Кіку
- Йоріко Доґучі — Кірі Но Ката (Леді Ача (1555-1637))
- Ако в ролі Дайоін / Леді Ійо (Кодай-ін (1549–1624))
- Тоші Тода як Сугіяма (Маеда Тошіє (1539-1599))
- Хіро Канагава в ролі Ігураші
- Джунічі Тадзірі — Уедзіро
- Нестор Карбонелл — Васко Родрігес
- Нобуя Сімамото — Небара Джозен
- Юкі Кедоін в ролі Такемару
- Мако Фудзімото в ролі Шизу Но Ката
- Харуно Нііяма як Нацу Но Ката
- Жоакім де Алмейда — отець Домінго
- Хіромото Іда — Кіяма укон Саданага (Конісі Юкінаґа (1555-1600))
- Такеші Курокава як Оно Харунобу (Отані Йосіцугу (1558-1600))
- Юко Міямото — Джін
- Йоші Амао як Сера

## Епізоди
Режисером одного епізоду серіалу став Такеші Фукунага .

## Виробництво

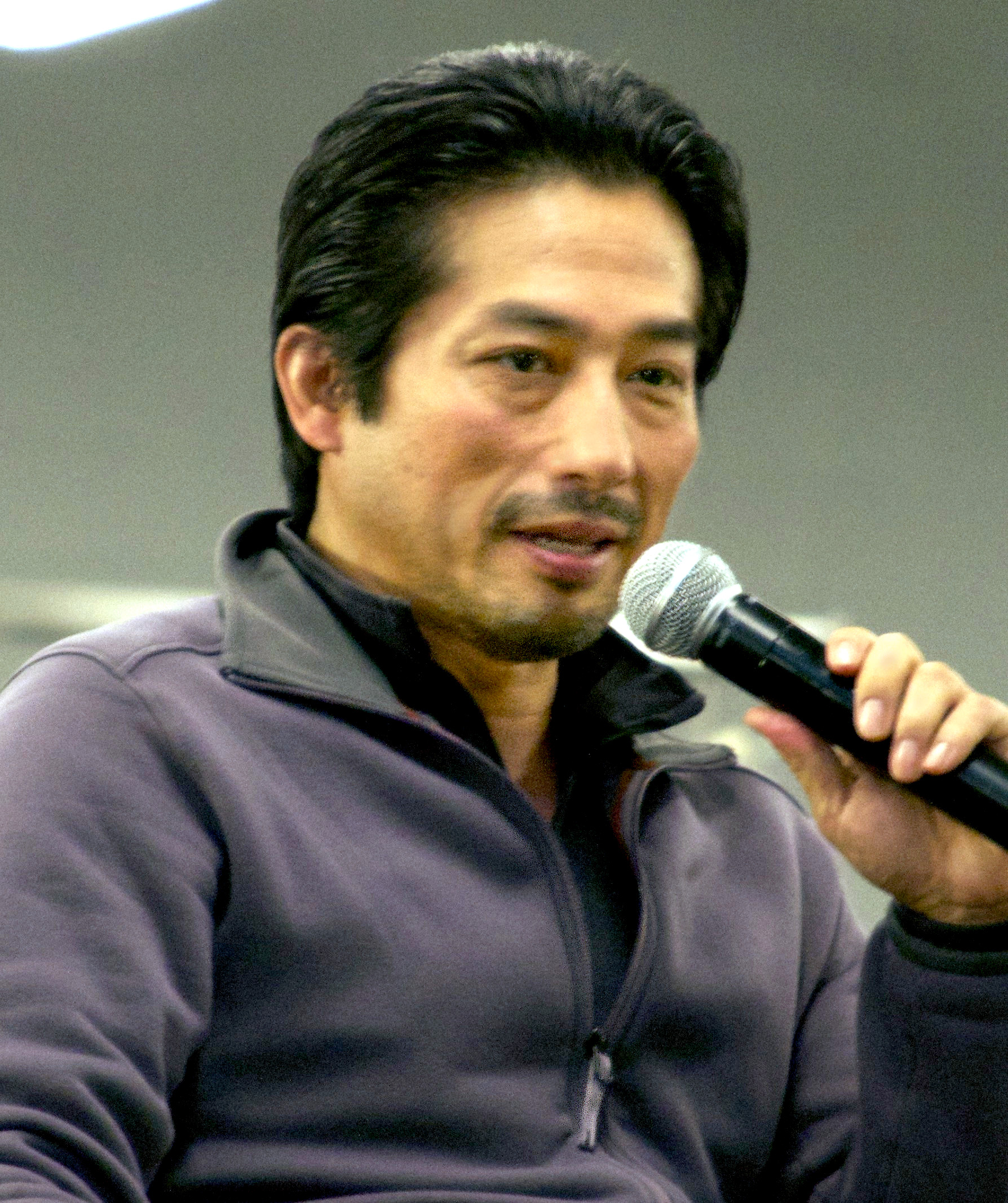
Хіроюкі Санада, один із продюсерів серіалу, зіграв лорда Йоші Торанага.

### Розробка
Під час щорічного літнього прес-туру Асоціації телевізійних критиків у серпні 2018 року компанія FX оголосила, що зробить нову екранізацію роману Джеймса Клавелла «Шогун» 1975 року, і подала замовлення безпосередньо на серійне виробництва. Очікувалося, що серед виконавчих продюсерів будуть Ендрю Макдональд, Аллон Райх, Майкл Де Лука, Мікаела Клавелл, Тім Ван Паттен, Юджин Келлі та Ронан Беннет. Рейчел Беннет призначена як наглядовий продюсер, Том Вінчестер — продюсер, Джорджина Поуп — співпродюсер, а Еріко Міяґава — помічник продюсера. Паттен також буде режисером серіалу, а Беннетт також напише сценарій. Виробничою компанією серіалу стає FX Productions. Хіроюкі Санада виконує роль продюсера та виконавця головної ролі.
В інтерв'ю USA Today Санада описав свою роль як продюсера, сказавши: «Після 20 років у Голлівуді я став продюсером. Це означає, що я можу сказати що завгодно, будь-коли». Він також наголосив на збереженні автентичності шоу з японською історією. «Якщо щось не так, люди не можуть зосередитися на драмі. Вони не хочуть дивитися таке шоу. Нам потрібно щоб ми були бути автентичними».

### Зйомки
Основні зйомки серіалу було заплановано на березень 2019 року в Японії та Великобританії, але їх було відкладено, оскільки мережа вважала, що виробництво було недостатньо в хорошому стані, і вони хотіли поставити собі за мету більше. Санада провів один день зйомок у 2019 році, щоб FX зберігав права на власність, оскільки серіал переоснащувався.
У січні 2020 року стало відомо, що після того, як оригінальний сценарист Ронан Беннетт більше не міг продовжувати працювати над сценаріями, вони почали все з нуля з новим сценаристом і виконавчим продюсером Джастіном Марксом, який працював разом зі своєю дружиною, наглядовою продюсеркою Рейчел Кондо . Команда сценаристів серіалу також включає співвиконавчого продюсера Шеннон Госс, продюсера-консультанта Метта Ламберта, редактора сценарію Маеган Хоуанг і штатного сценариста Емілі Йошіда.
22 вересня 2021 року основні зйомки серіалу розпочалися у Ванкувері, Великій Британії та Японії, і тривали до 30 червня 2022 року, тобто на два місяці довше, ніж очікувалося. Ніккан Гендай повідомив, що японським статистам платили 50 000 ієн на день, що набагато більше, ніж у японському виробництві, де їм платять від нуля до 5 000 ієн на день. Японську сосну, яка використовувалася на знімальному майданчику, після зйомок було передано та висаджено до мерії Порту Муді.

## Маркетинг
Щоб популяризувати серіал, у липні 2023 року на FX Lawn під час San Diego Comic Con відбулася захоплююча виставка серіалу. Що включала виступи самураїв і віртуальний ставок з коі . 5 вересня 2023 року серіал був анонсований у демонстрації майбутніх телевізійних шоу каналу FX. 2 листопада 2023 року на YouTube з'явився перший трейлер серіалу, який показав, що серіал буде випущено в лютому 2024 року на Hulu. 30-секундний трейлер серіалу вийшов в ефір у другій чверті Super Bowl LVIII 11 лютого 2024 року. Білл Бредлі з Adweek написав: «Серіал працював роками і вже є найдорожчим в історії FX, тож що, ще 7 мільйонів доларів за рекламу?»

## Реліз
Прем'єра перших двох епізодів «Сьоґуна» відбулася 27 лютого 2024 року на Hulu та FX . Решта 10-серійного серіалу виходитимуть щотижня. На міжнародному рівні серіал буде доступний на Disney+ і Star+ у Латинській Америці та Disney+ (через Star на інших територіях. Англійський дубляж серіалу доступний на Hulu. Для кожного епізоду також був випущений супутній подкаст .

## Сприйняття

### Реакція критиків
Сьоґун отримав визнання критиків у всьому світі. На сайті агрегатора рецензій Rotten Tomatoes 99 % із 71 відгуків критиків є позитивними. Консенсус веб-сайту говорить: «Візуально розкішний і збагачений культурною правдоподібністю, Сьоґун — це епічна адаптація, яка перевершує оригінал». На Metacritic серія має середньозважений бал 84 зі 100 на основі 38 критиків, що вказує на «загальне визнання».
Ребекка Ніколсон з The Guardian високо оцінила шоу, назвавши його «зачаровуючим», особливо похвалила сцени битв і повагу до вихідного матеріалу. Пишучи для The New York Times, Марк Гейл порівняв шоу з екранізацією 1980 року, написавши: «Ви можете виправити дерев'яну акторську гру, застарілі цінності виробництва та євроцентризм, але ви не можете поправити основну природу матеріалу». Він особливо похвалив шоу за те, що воно висвітлює більше японських персонажів, ніж в адаптації 1980 року, яка більше зосереджена на Блекторні. Його єдині претензії — це більш нейтральний образ Блекторна Космо Джарвісом і західно-писемні джерела.

### Прийом в Японії
В Японії серіал отримав переважно позитивні відгуки глядачів на Eiga.com. Японський комік та любитель історії Куніхіро Мацумура також похвалив серіал за його достовірність. Кен Мацудайра, який зіграв Токуґаву Йошімуне у фільмі «Нестримний сьоґун», високо оцінив акторські та продюсерські навички Санади.